# Neritoidea
Neritoidea  (лат.) — надсемейство брюхоногих моллюсков из подкласса Neritimorpha. Согласно современным представлениям группа объединяет два семейства — Neritidae и Phenacolepadidae. Первое семейство объединяет моллюсков со спирально закрученной раковиной, тогда как представителей Phenacolepadidae спиральная раковина характеризует лишь на ранних стадиях развития — в результате неравномерного роста взрослые особи приобретают форму морских блюдечек.

## Распространение
Моллюски этого надсемейства распространены в морских, солоноватых и пресных водах; некоторые представители, такие как Theodoxus fluviatilis, проявляют эвригалинность — способность существовать в широких диапазонах солёности. В море Neritoidea встречаются от литорали до гидротермальных источников на глубине свыше 2500 м (Olgasolaris tollmanni, род Shinkailepas).